# Troilus (rodzaj)
Troilus – rodzaj pluskwiaków z podrzędu różnoskrzydłych i rodziny tarczówkowatych.
Pluskwiaki o owalnym w obrysie ciele długości od 10 do 13 mm. Podstawowa barwa ciała jest żółtobrązowa do szarobrązowej lub ceglasta. Przedplecze ma wyraźne ząbki na krawędziach przednio-bocznych i nieco uniesione ku górze wyrostki barkowe (rogi). Powierzchnia ciała jest pokryta punktami barwy czarnej lub jasnobrązowej. Przednia para odnóży pozbawiona jest zębów na udach. Pleuryty zatułowia mają długie kanaliki wyprowadzające u ujść gruczołów zapachowych. 
Takson ten wprowadzony został w 1867 roku przez Carla Ståla. Obejmuje dwa opisane gatunki:
- Troilus luridus (Fabricius, 1781) – zawadzik leśniczek
- Troilus testaceus Zheng et Liu, 1987

Rodzaj palearktyczny. Zawadzika leśniczka cechuje rozsiedlenie eurosyberyjskie, natomiast drugi z gatunków jest znany tylko z Junnanu w Chinach.